# فرودگاه سنت انسلم
فرودگاه سنت انسلم (به انگلیسی: Saint-Anselme Aerodrome) یک فرودگاه همگانی است که یک باند فرود چمن دارد و طول باند آن ۵۱۸ متر است. این فرودگاه در شهر سنت آنسلم، کبک کشور کانادا قرار دارد و در ارتفاع ۱۷۱ متری از سطح دریا واقع شده است.